# 데스티란도 아모르
《데스티란도 아모르》(스페인어: Destilando amor)은 2007년 방영된 멕시코의 텔레노벨라이다.